# SpaceX CRS-32
SpaceX CRS-32 – bezzałogowa misja zaopatrzeniowa statku Dragon 2 firmy SpaceX do Międzynarodowej Stacji Kosmicznej. Statek dostarczył 3021 kg ładunku na stację ISS.